# Championnat d'Angleterre de football de deuxième division 1997-1998
Navigation
Édition précédente Édition suivante
La saison 1997-1998 de Football League First Division est la 95e édition de la deuxième division anglaise et la sixième sous l'appellation Football League First Division.
Les vingt-quatre clubs participants au championnat sont confrontés à deux reprises aux vingt-trois autres pour un total de 552 matchs. La saison régulière démarre en août 1997 et se termine en mai 1998, les barrages de promotion se jouant par la suite. À la fin de la saison, le premier et le deuxième sont promus en Premier League et les quatre suivants s'affrontent en barrages. Les trois derniers sont quant à eux relégués en Football League Second Division.
Nottingham Forest remporte le championnat et est promu directement un an après sa relégation comme le vice-champion, Middlesbrough, Charlton Athletic s'impose lors des barrages de promotion et est le troisième promu.

## Compétition

### Classement
Le classement est établi sur le barème de points classique (victoire à 3 points, match nul à 1, défaite à 0).
Pour départager les égalités, on tient d'abord compte du nombre de buts marqués, puis du nombre de buts encaissés.
| Rang | Équipe                  | Pts | J  | G  | N  | P  | Bp | Bc | Diff |
| ---- | ----------------------- | --- | -- | -- | -- | -- | -- | -- | ---- |
| 1    | Nottingham Forest R     | 94  | 46 | 28 | 10 | 8  | 82 | 42 | +40  |
| 2    | Middlesbrough R         | 91  | 46 | 27 | 10 | 9  | 77 | 41 | +36  |
| 3    | Sunderland R            | 90  | 46 | 26 | 12 | 8  | 86 | 50 | +36  |
| 4    | Charlton Athletic       | 88  | 46 | 26 | 10 | 10 | 80 | 49 | +31  |
| 5    | Ipswich Town            | 83  | 46 | 23 | 14 | 9  | 77 | 43 | +34  |
| 6    | Sheffield United        | 74  | 46 | 19 | 17 | 10 | 69 | 54 | +15  |
| 7    | Birmingham City         | 74  | 46 | 19 | 17 | 10 | 60 | 35 | +25  |
| 8    | Stockport County P      | 65  | 46 | 19 | 8  | 19 | 71 | 69 | +2   |
| 9    | Wolverhampton Wanderers | 65  | 46 | 18 | 11 | 17 | 57 | 53 | +4   |
| 10   | West Bromwich Albion    | 61  | 46 | 16 | 13 | 17 | 50 | 56 | -6   |
| 11   | Crewe Alexandra P       | 59  | 46 | 18 | 5  | 23 | 58 | 65 | -7   |
| 12   | Oxford United           | 58  | 46 | 16 | 10 | 20 | 60 | 64 | -4   |
| 13   | Bradford City           | 57  | 46 | 14 | 15 | 17 | 46 | 59 | -13  |
| 14   | Tranmere Rovers         | 56  | 46 | 14 | 14 | 18 | 54 | 57 | -3   |
| 15   | Norwich City            | 55  | 46 | 14 | 13 | 19 | 52 | 69 | -17  |
| 16   | Huddersfield Town       | 53  | 46 | 14 | 11 | 21 | 50 | 72 | -22  |
| 17   | Bury FC P               | 52  | 46 | 11 | 19 | 16 | 42 | 58 | -16  |
| 18   | Swindon Town            | 52  | 46 | 14 | 10 | 22 | 42 | 73 | -31  |
| 19   | Port Vale               | 49  | 46 | 13 | 10 | 23 | 56 | 66 | -10  |
| 20   | Portsmouth FC           | 49  | 46 | 13 | 10 | 23 | 51 | 63 | -12  |
| 21   | Queens Park Rangers     | 49  | 46 | 10 | 19 | 17 | 51 | 63 | -12  |
| 22   | Manchester City         | 48  | 46 | 12 | 12 | 22 | 56 | 57 | -1   |
| 23   | Stoke City              | 46  | 46 | 11 | 13 | 22 | 44 | 74 | -30  |
| 24   | Reading FC              | 42  | 46 | 11 | 9  | 26 | 39 | 78 | -39  |

Promotions
- 1er et 2e : promotion en Premier League
- 3e à 6e : barrages de promotion

Relégations
- 22e à 24e : relégation en Football League Second Division

Abréviations
- R : Relégués de Premier League
- P : Promus de Football League Second Division

### Barrages de promotion
|  | Demi-finales | Demi-finales      | Demi-finales      | Demi-finales      |            |            | Finale   | Finale   | Finale | Finale |
|  |              |                   |                   |                   |            |            |          |          |        |        |
|  |              |                   |                   |                   |            |            |          |          |        |        |
|  | 3            | Sunderland        | 1                 | 2                 |            |            |          |          |        |        |
|  | 3            | Sunderland        | 1                 | 2                 |            |            |          |          |        |        |
|  | 6            | Sheffield United  | 2                 | 0                 |            |            |          |          |        |        |
|  | 6            | Sheffield United  | 2                 | 0                 | Sunderland | Sunderland | 4 ap (6) | 4 ap (6) |        |        |
|  |              |                   |                   |                   | Sunderland | Sunderland | 4 ap (6) | 4 ap (6) |        |        |
|  |              |                   | Charlton Athletic | Charlton Athletic | 4 tab (7)  | 4 tab (7)  |          |          |        |        |
|  | 4            | Charlton Athletic | Charlton Athletic | Charlton Athletic | 4 tab (7)  | 4 tab (7)  | 1        | 1        |        |        |
|  | 4            | Charlton Athletic |                   |                   |            |            |          | 1        |        |        |
|  | 5            | Ipswich Town      | 0                 | 0                 |            |            |          |          |        |        |
|  | 5            | Ipswich Town      | 0                 | 0                 |            |            |          |          |        |        |

Charlton Athletic remporte la finale aux tirs au but, 7 à 6, et est promu en Premier League.